# Cyprideis margarita
Cyprideis margarita är en kräftdjursart som beskrevs av Eunice Thompson Cronin 1979. Cyprideis margarita ingår i släktet Cyprideis och familjen Cytherideidae. Inga underarter finns listade i Catalogue of Life.